# Впалий факел
«Впалий факел» (англ. The Falling Torch) — науково-фантастичний роман литовсько-американського письменника Альгіса Будріса, вперше опублікований у 1959 році. Видання Baen Books 1999 року незначно переробило оригінальний твір та додало один новий розділ.
У романі йдеться про групу борців за свободу людства, які намагаються виконати майже безнадійне завдання зі звільнення планети Земля від тиску раси інопланетних загарбників. Роман має явний підтекст визволення батьківщини автора (Литви) від радянських окупантів.
Події роману в перших розділах – вигнанці-земляни, які зберігають уряд в екзилі, але втрачають надію коли-небудь звільнити свою рідну планету – була явно знайома Будрису; його батько Йонас Будрис був призначений генеральним консулом Литви в Нью-Йорку в 1936 році, коли його синові було п'ять років і продовжував займати цю посаду, навіть незважаючи на те, що Литва була спочатку окупована нацистською Німеччиною, а потім анексована Радянським Союзом і перетворена в радянську республіку. Сполучені Штати продовжували визнавати довоєнну дипломатичну службу Литви. Більшу частину свого дорослого життя Будрис сам займав посаду капітана у Вільній литовській армії. Таким чином, Альгіс опинився в особистій ситуації, подібній до ситуації головного героя Майкла Ваєрмена на початку – хоча Будрис ніколи не намагався проникнути в радянську Литву та розпочати там повстання.
Однак у передмові до баенського видання автор рішуче заперечує, що це було основною причиною написання роману. Натомість він прагнув створити історію про людину, яка, як й інші, такі як Тимур, була певним чином неповноцінною та відчуженою від суспільства, перш ніж прийти до панування в ньому.

## Пролог
У 2513 році в Женеві, Швейцарія - столиці Землі та Сонячної системи - похований чоловік на ім'я Майкл Ваєрман. За життя він був шанований людьми, майже до поклоніння. Він особисто розробив проект нового міста Женева, розробив проект Конституції, яка працювала б для населення, яке звикло до повного регулювання з боку інопланетного суспільства, і правив Землею протягом 50 років. Він був зовсім віддалений від простих людей, але щоразу, коли його службовий автомобіль проїжджав повз натовп, вони підбадьорювали його. Він був тим лідером, який так сильно входить у життя людей, що вони відчувають, що не можуть жити без нього.
Перед тим, як піти на похорон, обраний Ваєрменом наступник — здібний політик, який знає, що ніколи не зможе зрівнятися з Ваєрменом, і не має цього бажання — знову задається питанням про джерело влади Ваєрмена. Він кидає погляд на «Добу Ваєрмена», останню з багатьох біографій покійного диктатора (написану Робертом Маркхемом, Litt. D., і опубліковану Columbia University Press, Нью-Йорк, 2512 року). Маркхем також відчув те саме здивування, але також не знайшов чіткої відповіді. Ваєрмен сам читав книгу Маркхема і нашкрябав «Poppycock!» на форзаці власного примірника.
Потім книга повертається на сорок чотири роки назад, простежуючи кар’єру Ваєрмена до її самого початку та відповідаючи на запитання, які уникали б усіх пізніших спостерігачів.

## Сюжет
Події розгортаються в 25 столітті, через чотириста років після того, як люди почали колонізувати інші планети, і через покоління після того, як рідну планету, Землю, завоювали загарбники.
Загарбники (назви яких ніколи не згадуються в романі) у цьому випадку є гуманоїдами, дуже схожими на земних людей. Маленький людський уряд у вигнанні існує в системі Альфа Центавра, де проживає численне та процвітаюче людське суспільство, але колоністи там швидко втрачають зв’язки з рідною планетою. Вони навіть починають виглядати інакше, наприклад, мають незвичайний колір очей. Вони мають потужну військово-промислову базу, діючий космічний флот й ідеї щодо розширення сфери впливу, але, вочевидь, не зацікавлені у звільненні Землі.
Загарбники мають чудову технологію соціальної інженерії, що дозволяє їм оцінювати здібності будь-якої особи та призначати їй роль у житті, яка найкраще підходить для них. Багато людей віддають перевагу цьому і визнають своє місце в суспільстві загарбників. Суспільство загарбників дуже впорядковане та чисте, на відміну від забруднених промислових міст у колоніях.
Одна людина, Майкл Ваєрмен, є останньою надією вигнанців. Він син пристарілого Президента уряду у вигнанні. Він залишив Землю немовлям, коли його батьки та інші члени уряду у вигнанні втекли від загарбників. Незважаючи на те, що у нього немає спогадів про Землю, він був вихований на зневазі колоніального суспільства та поклонінні ідеї звільнення Землі. На початку роману батько Майкла розповідає іншим членам уряду у вигнанні, що на Землю буде надіслано велику партію зброї для забезпечення партизанського руху на чолі з людиною на ім’я Гемміл. Обставини вказують на те, що колоніальний уряд нарешті готовий підтримати дії проти загарбників, але він уникає робити це відкрито. Однак до цього часу багато вигнанців добре жили в новому домі. Це не мало значення, доки звільнення виглядало безнадійною ідеєю, але вони відмовляються відмовлятися від свого нового життя, щоб повернутися на Землю.
Вони розуміють, що Майкл Ваєрман єдиний, хто може продовжити справу. Однак він непридатний для цієї ролі, оскільки має серйозні психологічні проблеми, частково внаслідок виховання матір’ю. Колоністи дають йому військову підготовку і відправляють на Землю. Ваєрмен знаходить групу опору на Землі, але вони зіпсовані. Гемміл — самозакоханий чоловік з манією величі, чия єдина перевага — це його харизма. Він використовує першу партію зброї, щоб напасти на форпост загарбників і повісити командира, який відповідальний за те, що Гемміла вигнали з армії Землі. Ваєрмен бере участь у перестрілці, в результаті якої він вбиває двох нападників. Він приголомшений, дізнавшись, що вони не солдати загарбників, а ворогуючі партизани, які намагаються викрасти зброю. При цьому Ваєрмен виявляє, що колоніальний посланник, надісланий з ним, має мирний договір, який прямо зобов’язує колоністів підтримувати Гемміла, оминаючи уряд у вигнанні, в обмін на право мати військові бази на Землі, фактично перетворюючи саму Землю на колонія. Тепер у повній ізоляції Ваєрмен кидає партизанів. Намагаючись знайти себе, він здається, щоб бути класифікованим як член людського суспільства під загарбниками. Загарбники відправляють його до людини-класифікатора, доктора Гобарта.
Гобарт проводить тривалу серію тестів, використовуючи анкетні запитання та вимірювання за допомогою портативного комп’ютера. Під час сесій він залучає Ваєрмена до розмови про те, що він насправді шукає, і що він зробив з партизанами. Ваєрмен повільно розуміє, що ненавидить Гобарта та його погляд на життя. Гобарт вважає, що досягнення полягає в тому, щоб створити план свого життя і слідувати йому. Ваєрмен ніколи не мав плану і ніколи ні в чому не досягав успіху. Він стає дедалі більш злим, водночас починає думати про те, щоб заволодіти партизанами. Він починає сприймати себе не як негідника, а як повного аутсайдера.
Класифікація з тріском провалюється. Ваєрмену не місце в упорядкованому суспільстві. Він перемагає Гобарта й тікає. Перед тим, як Ваєрман позбавить його свідомості, Гобарт повідомляє йому, що єдине, чого не може виміряти технологія Загарбників, — це здатність перебудувати суспільство.
Тим часом найближчі соратники Гемміла почали сумніватися в його лідерстві. Ваєрман повертається до партизанів. Коли Гемміл звинувачує Ваєрмана в тому, що він міг би служити звичайним солдатом у партизанах, Ваєрмен швидко застрелює Гемміла на очах у його найближчих соратників Гемміля, хоча й розуміє, що це може змусити застрелити його. Натомість Ваєрмена запитують, що вони робитимуть далі. Ваєрмен відповідає: «Тепер ми починаємо».
В останньому розділі батько Ваєрмена повертається на звільнену Землю. Війська гарнізону загарбників були погано споряджені, щоб придушити організоване повстання, і колоністи заблокували Сонячну систему, щоб запобігти прибуттю підкріпленню. Ваєрмен повідомляє колоніальній делегації, що їхній договір нічого не вартий. Тепер він головний і не збирається йти на поступки. Власна внутрішня політика колоністів зобов’язує їх підтримувати звільнену Землю та не залишає іншого вибору, окрім як продовжувати блокаду та дозволити Ваєрману стати, по суті, новим диктатором на Землі.

## Головні герої
- Майкл Ваєрман, син лідера Уряду Землі у вигнанні на Хейроні, планеті в системі Альфа Центавра.
- Ральф Ваєрмен, колишній президент уряду Землі.
- Томас Гармон, колишній «прем'єр-міністр» на Землі, тепер у вигнанні та успішний ресторатор. Один із тих, хто розуміє, що не може покинути своє нове життя. Він також пропонує відправити Майкла Ваєрмана на Землю.
- Генерал (раніше лейтенант) Франц Гамілл, партизанський лідер.
- Джо Ньюстед, заступник Гемілла. Компетентний військовий тактик, якому не вистачає харизми Гемілла, і тому він не може сам керувати партизанами. Він утримує Гемміла від помилок, але сподівається розділити владу пізніше.
- Ладілас Данко, політичний стратег Гемілла, який колись був суперником Ральфа Ваєрмана на президентських виборах. Він також дещо жадібний до влади, але, як і Ньюстед, йому потрібен Гемміл, щоб бути фронтменом.
- Ісаак Поттер, посланець, який супроводжує Ваєрмена на Землю, який представляє себе фахівцем зі зброї, що працює на компанію, яка постачає зброю. Насправді він є дипломатом, який представляє уряд Центавра, уповноважений укладати договір безпосередньо з Геміллом.
- Доктор Хобарт, людина-класифікатор, що працює на Загарбників.

## Схожі публікації
Деякі елементи розповіді були опубліковані у формі оповідання до виходу роману:
- «Гаряча картопля» (Astounding, липень 1957). Уряд у вигнанні дізнається про постачання зброї та потрапляє в кризу. Майкл Ваєрмен отримує роботу, яку ніхто з них не хоче.
- «Людина, яка не підходила» (Astounding, березень 1959). Майкл Ваєрман здається на Землі. Повість має преамбулу та постскриптум, що описують його похорон на звільненій Землі. Цей же текст виступає як пролог до роману.
- «Впалий факел» (Venture Jan. 1958).

## Відгуки
Рецензент «Гелексі» Флойд К. Гейл похвалив роман як «надзвичайно хороший».